# In the Meantime, Darling
In the Meantime, Darling is een Amerikaanse dramafilm uit 1944 onder regie van Otto Preminger.

## Verhaal
Maggie Preston is een jonge bruid uit een rijke familie. Als ze in een opvangtehuis terechtkomt met andere soldaten en hun vrouwen, haalt ze zichzelf de wrok van haar huisgenoten op de hals door haar verwende karakter.

## Rolverdeling
| Acteur          | Personage                 |
| --------------- | ------------------------- |
| Jeanne Crain    | Maggie Preston            |
| Frank Latimore  | Luitenant Daniel Ferguson |
| Eugene Pallette | Henry B. Preston          |
| Mary Nash       | Vera Preston              |
| Stanley Prager  | Luitenant Red Pianatowski |
| Gale Robbins    | Shirley Pianatowski       |
| Jane Randolph   | Jerry Armstrong           |
| Doris Merrick   | Mevrouw MacAndrews        |
| Cara Williams   | Ruby Mae Sayre            |
| Ann Corcoran    | Mevrouw Bennett           |
| Reed Hadley     | Majoor Phillips           |
| Heather Angel   | Mevrouw Nelson            |
| Bonnie Bannon   | Mevrouw Farnum            |
| William Colby   | Luitenant Farnum          |
| Cliff Clark     | Kolonel Corkery           |